# Anomochloa
- Commons
- Wikispecies

Anomochloa Brongn. é um género botânico pertencente à família Poaceae, subfamília Anomochlooideae, tribo Anomochloeae.
O fruto dos membros deste género é de tamanho médio, oblongo a rectangular. Ocorre nas regiões tropicais da América do Sul. O número de cromossomas (2n) é 36.

## Espécies
Apresenta duas espécies:
- Anomochloa macrantoidea A.Braun ex Pritz.
- Anomochloa marantoidea Brongn.